# Strängnäs, Umeå kommun
Strängnäs, by i Umeå kommun, Västerbottens län, ca 2 mil väster om Umeå. Byn ligger vid Åhedån, här även kallad Böstaån (på kartor felaktigt Västerbäcken). Strängnäs har ca 20 invånare och gränsar till Bösta på andra sidan ån. Vid Strängnäs finns också en festplats nära Kvarnforsen i ån.